# Screven
Screven és una població dels Estats Units a l'estat de Geòrgia. Segons el cens del 2000 tenia 702 habitants.

## Demografia
Segons el cens del 2000, Screven tenia 702 habitants, 291 habitatges, i 196 famílies. La densitat de població era de 124,9 habitants/km².
Dels 291 habitatges en un 30,9% hi vivien nens de menys de 18 anys, en un 50,5% hi vivien parelles casades, en un 14,1% dones solteres, i en un 32,6% no eren unitats familiars. En el 30,9% dels habitatges hi vivien persones soles el 12% de les quals corresponia a persones de 65 anys o més que vivien soles. El nombre mitjà de persones vivint en cada habitatge era de 2,41 i el nombre mitjà de persones que vivien en cada família era de 3,05.
Per edats la població es repartia de la següent manera: un 27,1% tenia menys de 18 anys, un 7,3% entre 18 i 24, un 24,4% entre 25 i 44, un 27,9% de 45 a 60 i un 13,4% 65 anys o més.
L'edat mediana era de 39 anys. Per cada 100 dones de 18 o més anys hi havia 91 homes.
La renda mediana per habitatge era de 25.714 $ i la renda mediana per família de 31.250 $. Els homes tenien una renda mediana de 29.750 $ mentre que les dones 20.536 $. La renda per capita de la població era de 18.308 $. Entorn del 12,8% de les famílies i el 18,8% de la població estaven per davall del llindar de pobresa.

## Poblacions més properes
El següent diagrama mostra les poblacions més properes.